# برترین عناوین (پلی‌استیشن)

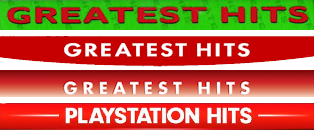
بنرهای رسمی مورد استفاده در جلدهای بازی پلی‌استیشن

برترین عناوین (به انگلیسی: Greatest Hits) نام تجاری است که توسط سونی اینتراکتیو انترتینمنت برای چاپ‌مجدد بازی‌های ویدئویی پلی‌استیشن با تخفیف استفاده می‌شود. این نام تجاری برای چاپ‌مجدد بازی‌های محبوب و پرفروش برای هر کنسول در خانواده پلی‌استیشن استفاده می‌شود که عمداً با فهرست بها کمتری نسبت به دوره‌های تولید اصلی یک بازی فروخته می‌شوند و دارای مارک‌های خاص هستند-رنگ قرمز برای پلی‌استیشن ۲-روی قاب‌هایشان و همچنین قاب‌های قرمز رنگ در نسخه‌های پلی‌استیشن همراه، پلی‌استیشن ویتا، پلی‌استیشن ۳ و پلی‌استیشن ۴ (با قاب‌های شفاف یا آبی) می‌باشد.
برنامه‌های معادل در اروپا و اقیانوسیه (به عنوان "محتوا")، ژاپن و کشورهای آسیایی انتخاب شده (به عنوان "بهترین")، کره جنوبی (به عنوان "BigHit")، و در آمریکای جنوبی (به عنوان "مورد علاقه") وجود دارد. عناوین پلی‌استیشن (به انگلیسی: Playstation Hits) به عنوان برچسب برند برای بازی‌های پلی‌استیشن ۴ در آمریکای شمالی، برزیل، اروپا، اقیانوسیه، ژاپن و کشورهای منتخب آسیایی استفاده می‌شود.

## تاریخچه
هنگامی که سونی این برنامه را برای پلی‌استیشن در مارس ۱۹۹۷ معرفی کرد، بازی‌ها پس از فروش حداقل ۱۵۰ هزار نسخه و حداقل یک سال در بازار می‌توانستند به عنوان بهترین بازی‌ها تبدیل شوند. حداقل فروش مورد نیاز در نهایت به ۲۵۰ هزار نسخه افزایش یافت. زمانی که این برنامه در سال ۲۰۰۲ به پلی استیشن ۲ آمد، بازی‌ها پس از فروش حداقل ۴۰۰ هزار نسخه و حداقل یک سال در بازار، می‌توانستند به برترین عناوین تبدیل شوند. قیمت خرده فروشی پیشنهادی برترین عناوین در ابتدا ۲۴٫۹۹ دلار بود، اما اکنون معمولاً با قیمت ۱۹٫۹۹ دلار به فروش می‌رسد. اگرچه بازی‌های توسعه یافته سونی با برآورده کردن شرایط فروش و سن، عملاً تضمین می‌شود که در نهایت به عنوان بهترین، برترین عناوین تبدیل شوند، توسعه‌دهندگان شخص ثالث ملزم نیستند عناوین خود را با برچسب برترین عناوین منتشر کنند، حتی اگر عناوین مذکور معیارها را داشته باشند. علاوه بر این، سونی به توسعه دهندگان شخص ثالث اجازه می‌دهد تا در قیمت گذاری برترین عناوین خود انعطاف‌پذیری داشته باشند، اما بیشتر آنها به قیمت خرده فروشی پیشنهادی توافق شده پایبند هستند. بازی‌هایی که فروش چند میلیونی دارند ممکن است خیلی دیرتر از ۹ ماه به برترین عناوین تبدیل شوند تا سود را به حداکثر برسانند. همچنین این یک رویه معمول است که یک بازی مجدداً در برچسب برترین عناوین در نزدیکی انتشار دنباله یا ادامه آن بازی منتشر شود.
در سال ۲۰۰۶، سونی برنامه برترین عناوین را به پلی‌استیشن همراه گسترش داد. برای واجد شرایط بودن، یک عنوان باید حداقل ۹ ماه در بازار باشد و ۲۵۰ هزار نسخه یا بیشتر فروخته باشد. قیمت بهترین بازی‌های پلی‌استیشن همراه معمولاً از ۱۹/۹۹ دلار شروع می‌شود.
در ۲۸ ژوئیه ۲۰۰۸، این برنامه در پلی‌استیشن ۳ معرفی شد. یک بازی پلی استیشن ۳ باید به مدت ۱۰ ماه در بازار باشد و حداقل ۵۰۰ هزار نسخه بفروشد تا معیارهای برترین عناوین را برآورده کند. عناوین برترین عناوین پلی‌استیشن ۳ در حال حاضر با قیمت ۲۹٫۹۹ دلار به فروش می‌رسند.
سونی در ۱۹ ژوئن ۲۰۱۸ بازی برترین عناوین را روی پلی‌استیشن ۴ در مکزیک، کانادا و آمریکا معرفی کرد که به عناوین پلی‌استیشن تغییر نام داد. مانند نسخه‌های برترین عناوین پلی‌استیشن ۳، بسته‌بندی قرمز رنگ و یک بنر قرمز روی جعبه و دیسک دارند. عناوین پلی‌استیشن نیز در فروشگاه پلی‌استیشن موجود خواهد بود.

## «نسخه ویژه» برترین عناوین
در حالی که برترین عناوین معمولاً فقط باز نشر بازی اصلی با بسته‌بندی تغییر یافته و قیمت پایین‌تر هستند، گاهی اوقات به یک بازی «نسخه ویژه» به نسخه اصلی خود داده می‌شود که تحت برچسب برترین عناوین منتشر شده است. معمولاً این اضافه‌ها پاداش‌های کوچکی هستند که شامل رفع اشکال، دموهای جدید بازی یا سی‌دی‌های موسیقی متن یا پیشرفت‌های جزئی مانند افزودن کنترل آنالوگ یا قابلیت لرزش دسته به بازی‌هایی که این ویژگی‌ها را در نسخه‌های اصلی خود نداشتند. گاهی اوقات تغییرات قابل توجهی در بازی اعمال می‌شود. نمونه‌های قابل توجه این نسخه‌ها، نسخه‌های ویژه برترین عناوین شیطان هم می‌گرید ۳: بیداری دانته، دراگون بال زد: بودوکای ۳، هوی رین، جت موتو ۲، دنیای گمشده: پارک ژوراسیک، باشگاه نیمه‌شب ۳: نسخه داب، باشگاه نیمه‌شب: لس آنجلس، سایلنت هیل ۲، ویرتوآ فایتر ۴: سیر تکاملی، و اسپایرو: سال اژدها، که نسبت به نسخه‌های اصلی خود با شخصیت‌ها، سطوح، حالات، ویژگی‌ها و غیره اضافه شده به‌طور قابل توجهی بهبود یافته‌اند.

## فهرست عناوین رسمی برترین عناوین

### پلی‌استیشن
عناوین زیر بر روی برچسب برترین عناوین برای پلی‌استیشن منتشر شده است.
| - فردا هرگز نمی‌میرد (بازی ویدئویی) - دنیا کافی نیست (بازی ویدئویی) - 1Xtreme - 2Xtreme - زندگی یک حشره - اکتیویژن کلاسیک - ایر کمبت (نبرد هوایی) - بیگانه تریلوژی - آندرتی ریسینگ - فرار میمون - مردان ارتش ۳ بعدی - مردان ارتش: حمله هوایی - سیارک‌ها - آرنا نبرد توشیندن - کسپر (بازی ویدئویی)کسپر - کسلوانیا: سمفونی شبانه - کرونو کراس - کول بردرز ۲ - کول بردرز ۳ - کول بردرز ۴ - کراش باندیکوت - کراش باندیکوت ۲: بازگشت انتقام‌جویانه کورتکس - کراش باندیکوت ۳: کژیدگی - کراش بش - کراش تیم ریسینگ - کروک: افسانه گوبوس‌ها - رقص انقلاب رقص کونامیکس - دیو میرا فری‌استایل بی‌ام‌ایکس - دربی تخریب - دربی تخریب ۲ - جان‌سخت تریلوژی - نبرد کارت دیجیتال دیجیمون - دیجیمون رامبل آرنا - دنیای دیجیمون - دنیای دیجیمون ۲ - دنیای دیجیمون ۳ - داینو کرایسیس - تارزان (بازی ویدئویی) - دوم - دراگون بال زد: نبرد نهایی ۲۲ - درایور - درایور ۲ - دوک نوکم: زمان کشتن - دوک‌های هازارد: مسابقه برای خانه - فایتینگ فورس - فاینال فانتزی ۷ - فاینال فانتزی ۸ - فاینال فانتزی ۹ - فاینال فانتزی گلچین - فاینال فانتزی کرونیکل - فاینال فانتزی ریشه‌ها - تاکتیک‌های فاینال فانتزی - فرمول ۱ - قورباغه - قورباغه ۲: انتقام باتلاقی - گرن توریسمو - گرن توریسمو ۲ - اتومبیل‌دزدی بزرگ - اتومبیل‌دزدی بزرگ ۲ - هری پاتر و سنگ جادو | - هات ویلز توربو ریسینگ - جرمی مک گراث سوپرکراس ۹۸ - جت موتو - جت موتو ۲: نسخه قهرمانی - میراث کاین: روح گیر - افسانه اژدها - لودد - دنیای گمشده: پارک ژوراسیک – نسخه ویژه - Madden NFL 98 - مت هافمن پرو بی‌ام‌ایکس - مدال افتخار - مدال افتخار: زیرزمین - مگا من ۸ - مگا من افسانه‌ها - مگا من ایکس۴ - متال گیر سالید - مونوپولی - کارخانه هیولاها تیم جیغ - مورتال کامبت: تریلوژی - مورتال کامبت ۴ - موزه نامکو جلد. ۱ - موزه نامکو جلد. ۳ - نسکار ۹۸ - نسکار ۹۹ - جنون سرعت - جنون سرعت ۲ - جنون سرعت ۳: تعقیب شدید - جنون سرعت: مخاطره بزرگ - NFL Blitz - NFL Blitz 2000 - NFL GameDay - NFL GameDay '97 - NHL 98 - NHL FaceOff - NHL FaceOff '97 - حمله هسته‌ای - آدورلد: ادیسه ایب - جهان پک-من - پارازیت ایو - تور جهانی داد و بیداد - ریمن - آماده ۲ رامبل بوکس - ماهیگیری قرقره - رزیدنت اویل: برش کارگردان (نسخه دوال شاک) - رزیدنت ایول ۲ (نسخه دوال شاک) - رزیدنت ایول ۳: نمسیس - ریج ریسر - رد رش - رد رش ۳بعدی - راکت پاور: تیم نجات موشک - روگرتس: جستجو برای رپتار - اسکوبی دو و تعقیب و گریز سایبری - سایلنت هیل - سیم‌سیتی ۲۰۰۰ - طوفان سورتمه - سول بلید - اعتصاب شوروی - مرد عنکبوتی - مرد عنکبوتی ۲: ورود الکترو - باب‌اسفنجی شلوارمکعبی:سوپر اسفنج | - اسپایرو اژدها - اسپایرو ۲: خشم ریپتو! - اسپایرو: سال اژدها - جنگ ستارگان: نیروهای تاریک - جنگ ستارگان: قسمت اول – نبردهای قدرت جدای - جنگ ستارگان: قسمت اول – تهدید شبح - جنگ ستارگان: حمله شورشی ۲ – امپراتوری پنهان - مبارز خیابانی آلفا ۳ - استوارت کوچولو ۲ - سایفون فیلتر - سایفون فیلتر ۲ - سایفون فیلتر ۳ - تکن - تکن ۲ - تکن ۳ - بولینگ ده پین (بازی ویدئویی) - Tenchu: Stealth Assassins - Tenchu 2: Birth of the Stealth Assassins - تست درایو ۴ - تست درایو ۵ - تست درایو: آف‌رود - تتریس پلاس - TNN Motorsports Hardcore 4x4 - تام کلنسی رینبو سیکس - مهاجم مقبره - مهاجم مقبره ۲ - مهاجم مقبره ۳: ماجراجویی‌های لارا کرافت - مهاجم مقبره: آخرین الهام - اسکیت‌باز حرفه‌ای تونی هاکس - اسکیت‌باز حرفه‌ای تونی هاکس ۲ - اسکیت‌باز حرفه‌ای تونی هاکس ۳ - اسکیت‌باز حرفه‌ای تونی هاکس ۴ - داستان اسباب‌بازی ۲: باز لایت‌یر برای نجات - Triple Play 98 - Triple Play 2001 - فلز درهم‌تنیده - فلز درهم‌تنیده ۲ - فلز درهم‌تنیده ۳ - فلز درهم‌تنیده ۴ - داستان آشکار - ویجیلانتی ۸ - ویجیلانتی ۸: دومین حمله - Warhawk - WCW Nitro - WCW vs. the World - Wheel of Fortune - Who Wants to Be a Millionaire: 2nd Edition - وایپ‌اوت - WWF SmackDown! (video game) - WWF SmackDown! 2: Know Your Role - WWF War Zone - WWF WrestleMania: The Arcade Game - X-Men: Mutant Academy - Xenogears |

### پلی‌استیشن ۲
عناوین زیر بر روی برچسب برترین عناوین برای پلی‌استیشن ۲ منتشر شده است.
| - ۰۰۷: مأمور زیر آتش - جیمز باند ۰۰۷: همه‌چیز یا هیچ‌چیز - جیمز باند ۰۰۷: شب جهنمی - ۲۴: بازی - 50 Cent: Bulletproof - Ace Combat 04: Shattered Skies - Ace Combat 5: The Unsung War - American Chopper - American Chopper 2: Full Throttle - ATV Offroad Fury - ATV Offroad Fury 2 - ATV Offroad Fury 3 - ATV Offroad Fury 4 - آواتار: آخرین بادافزار - دروازه بالدور: اتحاد تاریک - بتلفیلد ۲: نبرد مدرن - بن۱۰: نیروی بیگانه - بن ۱۰: محافظ زمین - فراتر از خوب و بد - بلک - Blitz: The League - BlowOut - هم‌رزمان: راه تپه شماره ۳۰ - بولی - برن‌اوت - برن‌اوت ۲: نقطه‌ای از ضربت - برن‌اوت ۳: تیک‌دان - برن‌اوت انتقام - Cabela's Big Game Hunter - Cabela's Dangerous Hunts - Cabela's Deer Hunt: 2004 Season - ندای وظیفه: بهترین زمان - ندای وظیفه ۲: سرخ بزرگ - ندای وظیفه ۳ نسخه ویژه - ندای وظیفه: جهان در جنگ: جبهه پایانی - ماشین‌ها - Champions of Norrath - چارلی و کارخانه شکلات‌سازی - جوجه کوچولو - درگیری: طوفان صحرا - درگیری: طوفان صحرا ۲ - بازگشت به بغداد - کراش باندیکوت: خشم کورتکس - کراش نیترو کارت - کراش تگ تیم ریسینگ - تاکسی دیوانه - Dance Dance Revolution Extreme - ابر تاریک - ابر تاریک ۲ - Dave Mirra Freestyle BMX 2 - DDRMAX2 Dance Dance Revolution - Dead to Rights - Def Jam: Fight for NY - Def Jam Vendetta - نابودی تمام بشر! - نابودی تمام بشر! ۲ - شیطان هم می‌گرید - شیطان هم می‌گرید ۲ - شیطان هم می‌گرید ۳: بیداری دانته نسخه ویژه - عزای سربروس: فاینال فانتزی ۷ - Disgaea: Hour of Darkness - Dragon Ball Z: Budokai - Dragon Ball Z: Budokai 2 - Dragon Ball Z: Budokai 3 - Dragon Ball Z: Budokai Tenkaichi - Dragon Ball Z: Budokai Tenkaichi 2 - Dragon Ball Z: Budokai Tenkaichi 3 - دراگون کوئست ۸: سفر پادشاه نفرین‌شده - درایور ۳ - خاندان جنگ‌جویان ۴ - خاندان جنگ‌جویان ۴: امپراتوری‌ها - Ed, Edd n Eddy: The Mis-Edventures - ماتریکس را وارد کنید - چهار شگفت‌انگیز - Fight Night 2004 - Fight Night Round 2 - Fight Night Round 3 - فاینال فانتزی ۱۰ - فاینال فانتزی ایکس-۲ - فاینال فانتزی ۱۲ - در جستجوی نمو - فلت‌اوت - فلت‌اوت ۲ - برآب‌رفته - Freekstyle - گوست رایدر - خدای جنگ - خدای جنگ ۲ - GoldenEye: Rogue Agent - گرن توریسمو ۳: ای-اسپک - گرن توریسمو ۴ - اتومبیل‌دزدی بزرگ ۳ - اتومبیل‌دزدی بزرگ: سن آندریاس - اتومبیل‌دزدی بزرگ: وایس سیتی - گیتار هیرو - گیتار هیرو ۲ - گیتار هیرو ۳: اسطوره راک - گیتار هیرو انکور: راک‌های دهه ۸۰ - هری پاتر و تالار اسرار - هری پاتر و جام آتش - هری پاتر و محفل ققنوس - هری پاتر و زندانی آزکابان - هری پاتر: جام جهانی کوییدیچ - High School Musical 3: Senior Year Dance - هیتمن ۲: قاتل خاموش - هیتمن: قراردادها - Hot Shots Golf 3 - Hot Shots Golf Fore! - مرد آهنی - جک و داکستر: میراث پیشروان - جک ۲ | - جک ۳ - جک ایکس: مسابقه مبارزه‌ای - Jaws Unleashed - جت لی: قیام به افتخار - جویسد - کلید کشتار - قتلگاه - کینگدم هارتس (بازی ویدئویی) - کینگدم هارتس ۲ - کینگدم هارتس: زنجیره‌ای از خاطرات - Legacy of Kain: Blood Omen 2 - Legacy of Kain: Soul Reaver 2 - لگو بتمن: بازی ویدئویی - لگو ایندیانا جونز: ماجراجویی اصلی - لگو جنگ ستارگان: بازی ویدئویی - لگو جنگ ستارگان ۲: سه‌گانه اصلی - ماداگاسکار - Madden NFL 12 - شکارچی انسان - Marvel Nemesis: Rise of the Imperfects - Marvel: Ultimate Alliance - مکس پین - مکس پین ۲: سقوط مکس پین - Maximo: Ghosts to Glory - Maximo vs. Army of Zin - ملاقات با رابینسون‌ها - مدال افتخار: حمله اروپایی - مدال افتخار: خط مقدم - مدال افتخار: طلوع خورشید - مدال افتخار: فرمانده - Mercenaries: Playground of Destruction - متال گیر سالید ۲: پسران آزادی - متال گیر سالید ۳: اسنیک ایتر - باشگاه نیمه‌شب: مسابقه خیابانی - باشگاه نیمه‌شب ۲ - باشگاه نیمه‌شب ۳: نسخه داب - مورتال کامبت: اتحاد مرگبار - مورتال کامبت: نیرنگ - مورتال کامبت: آرماگدون - مورتال کامبت: راهبان شائولین - MVP Baseball 2005 - MX Unleashed - MX vs. ATV Unleashed - MX vs. ATV Untamed - Myst III: Exile - Namco Museum - Namco Museum: 50th Anniversary - Nanobreaker - Naruto: Uzumaki Chronicles - Naruto: Ultimate Ninja - Naruto: Ultimate Ninja 2 - NASCAR Thunder 2003 - NASCAR Thunder 2004 - NBA 2K2 - NBA Ballers - NBA Street - NBA Street Vol. 2 - NBA Street V3 - جنون سرعت: کربن - جنون سرعت: تعقیب شدید ۲ - جنون سرعت: تحت تعقیب - جنون سرعت: پرو استریت - جنون سرعت: مخفی - جنون سرعت: مسابقات زیرزمینی - جنون سرعت: مسابقات زیرزمینی ۲ - NFL 2K2 - NFL Street - NFL Street 2 - NFL Street 3 - نیک‌تونز متحد شوید! - Odin Sphere - اوکامی - اونیموشا: اربابان جنگ - اونیموشا ۲: سرنوشت یک سامورایی - آن سوی پرچین - جهان پک-من ۲ - Pinball: Hall of Fame - The Gottlieb Collection - دزدان دریایی کارائیب: افسانه جک اسپارو - Power Rangers: Dino Thunder - شاهزاده ایران: شن‌های زمان - شاهزاده ایران: دو سریر - شاهزاده ایران: جنگجوی درون - راتاتویی - رچت و کلنک - رچت و کلنک: به سوی کماندو - رچت و کلنک: مهمات خود را بالا بیاور - رچت و کلنک: بن‌بست - ریمن ۲: انقلاب - ریمن ۳: هیدلم هاوک - ریمن آرنا - RC Revenge Pro - رد دد: شش‌لول - ارتش سرخ - ارتش سرخ ۲ - رزیدنت ایول ۴ - رزیدنت ایول کد: ورونیکا - رزیدنت ایول: طغیان - ربات‌ها - Rock Band - Complete Edition - صورت‌زخمی: دنیا برای توست - اسکوبی-دو! شب ۱۰۰ لولو - سایه کلوسوس - شدو خارپشت - داستان کوسه - شرک ۲ - شرک سوم - سایلنت هیل ۲: برش کارگردان - Sly Cooper and the Thievius Raccoonus - Sly 2: Band of Thieves - Sly 3: Honor Among Thieves - Smuggler's Run - SOCOM U.S. Navy SEALs | - SOCOM II U.S. Navy SEALs - SOCOM 3 U.S. Navy SEALs - SOCOM 4 - SOCOM U.S. Navy SEALs: Combined Assault - قهرمانان سونیک - مجموعه بزرگ سونیک - Sonic Riders - سول‌کالیبر ۲ - سول‌کالیبر ۳ - مرد-عنکبوتی - مرد-عنکبوتی ۲ - مرد-عنکبوتی ۳ - مرد عنکبوتی: دوست یا دشمن - باب‌اسفنجی شلوارمکعبی: نبرد برای بیکینی باتم – دوباره هیدراته شد - باب اسفنجی شلوار مکعبی: موجودی از رستوران آقای خرچنگ - باب اسفنجی شلوار مکعبی: نور، دوربین، شلوار! - باب اسفنجی شلوار مکعبی: انتقام از داچمن پرنده - باب‌اسفنجی شلوارمکعبی: شهر گمشده - Spy Hunter - Spyro: Enter the Dragonfly - SSX - SSX Tricky - SSX 3 - Star Ocean: Till the End of Time - جنگ ستارگان جبهه نبرد - جنگ ستارگان جبهه نبرد ۲ - جنگ ستارگان: شکارچی جایزه - جنگ ستارگان: قسمت سوم – انتقام سیت - جنگ ستارگان: جنگنده‌ستارگان - جنگ ستارگان: نیروی رها یافته - State of Emergency - Street Hoops - Stuntman - سایفون فیلتر: نژاد امگا - Tak and the Power of Juju - تکن ۴ - تکن ۵ - تکن تگ تورنومنت - Tenchu: Wrath of Heaven - تست درایو - سرگذشت نارنیا: شیر، کمد و جادوگر - گریز - پدرخوانده - The Incredible Hulk: Ultimate Destruction - شگفت‌انگیزان - The Legend of Spyro: A New Beginning - ارباب حلقه‌ها: دو برج - ارباب حلقه‌ها: بازگشت پادشاه - ارباب حلقه‌ها: دوران سوم - بازی سیمپسون‌ها - سیمپسون‌ها: زدن و فرار کردن - سیمپسون‌ها: خشم جاده - سیمز - سیمز ۲ - سیمز ۲: حیوانات خانگی - سیمز باستین' بیرون - فیلم باب‌اسفنجی شلوارمکعبی - موجود (بازی ویدئویی) - The Urbz: Sims in the City - The Warriors - Thrillville - TimeSplitters 2 - لاک‌پشت‌های نینجا (TMNT) - تام کلنسی گوست ریکان - تام کلنسی گوست ریکان ۲ - تام کلنسی گوست ریکان: طوفان جنگل - تام کلنسی گوست ریکان جنگجوی پیشرفته - تام کلنسی رینبو سیکس ۳ - تام کلنسی اسپلینتر سل - تام کلنسی اسپلینتر سل: فردای پاندورا - تام کلنسی اسپلینتر سل: نظریه آشوب - مهاجم مقبره: فرشته تاریکی - مهاجم مقبره: افسانه - Tony Hawk's American Wasteland - Tony Hawk's Pro Skater 3 - Tony Hawk's Pro Skater 4 - Tony Hawk's Project 8 - Tony Hawk's Proving Ground - Tony Hawk's Underground - Tony Hawk's Underground 2 - توریست تروفی - تبدیل‌شوندگان:بازی - جرم واقعی: خیابان‌های لس آنجلس - فلز درهم‌تنیده: سیاه - Ty the Tasmanian Tiger - مرد عنکبوتی نهایی - Valkyrie Profile 2: Silmeria - Virtua Fighter 4 - Virtua Fighter 4: Evolution - والاس و گرومیت: نفرین موجود خرگوش‌نما - والاس و گرومیت در پروژه باغ‌وحش - We Love Katamari - World Championship Poker - World Championship Poker 2 - World Series of Poker - اسمکدان! ضد راو - اسمکدان! ضد راو ۲۰۰۶ - اسمکدان ضد راو ۲۰۰۷ - اسمکدان ضد راو ۲۰۰۸ - اسمکدان ضد راو ۲۰۰۹ - اسمکدان ضد راو ۲۰۱۰ - اسمکدان ضد راو ۲۰۱۱ - WWF SmackDown! Just Bring It - WWE SmackDown! Shut Your Mouth - WWE SmackDown! Here Comes the Pain - Xenosaga Episode I: Der Wille zur Macht - X-Men Legends - X-Men Legends II: Rise of Apocalypse - Yu-Gi-Oh! The Duelists of the Roses |

### پلی‌استیشن همراه
عناوین زیر بر روی برچسب برترین عناوین برای پلی‌استیشن همراه منتشر شده است.
| - ۳۰۰: مارس به افتخار - اساسینز کرید: تبارها - Ape Escape: On The Loose - ATV Offroad Fury: Blazin' Trails - برن‌اوت افسانه‌ای - ماشین‌ها - Castlevania: The Dracula X Chronicles - Coded Arms - Crisis Core: Final Fantasy VII - Daxter - Dissidia: Final Fantasy - Dragon Ball Z: Shin Budokai - Fight Night Round 3 - Final Fantasy Tactics: The War of the Lions - خدای جنگ: زنجیرهای المپ - گرن توریسمو - اتومبیل‌دزدی بزرگ: جنگ‌های محله چینی‌ها - اتومبیل‌دزدی بزرگ: ماجراهای لیبرتی سیتی - اتومبیل‌دزدی بزرگ: ماجراهای وایس سیتی - Hot Shots Golf: Open Tee - مرد آهنی - قتلگاه: آزادی - لگو جنگ ستارگان ۲: سه‌گانه اصلی - لگو ایندیانا جونز: ماجراجویی اصلی - لگو بتمن: بازی ویدئویی | - بزرگ سیاره کوچک - Lumines: Puzzle Fusion - Marvel: Ultimate Alliance - مدال افتخار: قهرمانان - مدال افتخار: قهرمانان ۲ - متال گیر سالید: پیس والکر - متال گیر سالید: پرتابل آپس - باشگاه نیمه‌شب ۳: نسخه داب - باشگاه نیمه‌شب: ال.ای. ریمیکس - مورتال کامبت: زنجیرشده - MX vs. ATV: Untamed - Namco Museum Battle Collection - Naruto: Ultimate Ninja Heroes - جنون سرعت کربن: مالک شهر - جنون سرعت: تحت تعقیب ۵–۱–۰ - جنون سرعت: پرو استریت - جنون سرعت مسابقات زیرزمینی: رقبا - پاتاپون - رچت و کلنک: سایز مترز - Resistance: Retribution - Ridge Racer - Scarface: Money. Power. Respect. - Secret Agent Clank - SOCOM U.S. Navy SEALs: Fireteam Bravo - SOCOM U.S. Navy SEALs: Fireteam Bravo 2 - SOCOM U.S. Navy SEALs: Tactical Strike | - Sonic Rivals - Sonic Rivals 2 - باب اسفنجی شلوار مکعبی: انتقام جوی زرد - جنگ ستارگان: جبهه نبرد ۲ - Star Wars Battlefront: Renegade Squadron - جنگ ستارگان: نیروی رها یافته - سایفون فیلتر: آیینه تاریک - تکن: رستاخیز تاریک - The Simpsons Game - Thrillville - Thrillville: Off the Rails - تام کلنسی گوست ریکان جنگجوی پیشرفته ۲ - تام کلنسی رینبو سیکس: وگاس - Tony Hawk's Underground 2 Remix - Tony Hawk's Project 8 - Transformers: The Game - Twisted Metal: Head-On - Untold Legends: Brotherhood of the Blade - Wipeout Pure - اسمکدان! ضد راو ۲۰۰۶ - اسمکدان ضد راو ۲۰۰۷ - اسمکدان ضد راو ۲۰۰۸ - اسمکدان ضد راو ۲۰۰۹ - اسمکدان ضد راو ۲۰۱۰ - اسمکدان ضد راو ۲۰۱۱ |

### پلی‌استیشن ۳
عناوین زیر بر روی برچسب برترین عناوین برای پلی‌استیشن ۳ منتشر شده است.
| - آرمی آو تو - آرمی آو تو: روز چهلم - اساسینز کرید - اساسینز کرید ۲ - اساسینز کرید: برادری - اساسینز کرید: افشاگری‌ها - اساسینز کرید ۳ - اساسینز کرید: سرکش - بتمن: تیمارستان آرکهام: نسخه بازی سال - بتمن: شهر آرکهام: نسخه بازی سال - بتمن: شهر آرکهام + بتمن: تیمارستان آرکهام بسته دوگانه - بتلفیلد ۳ - بتلفیلد ۴ - بتلفیلد: جوخه بی‌انضباط - بتلفیلد: جوخه بی‌انضباط ۲ - بایوشاک - بایوشاک ۲ - بایوشاک بیکران - سرزمین‌های مرزی - سرزمین‌های مرزی ۲ - برن‌اوت پارادایس - ندای وظیفه ۳ - ندای وظیفه ۴: جنگاوری نوین - ندای وظیفه: بلک اپس - ندای وظیفه: بلک اپس ۲ - ندای وظیفه: جنگاوری نوین ۲ - ندای وظیفه: جهان در جنگ - انقلاب تمدن - کرایسیس ۲ - دارکسایدرز - دارک سولز - دارک سولز ۲ - خیزش مرگ ۲ - فضای مرده - فضای مرده ۲ - فضای مرده ۳ - جزیره مرده - جزیره مرده: نسخه بازی سال - ارواح شیطانی - شیطان هم می‌گرید ۴ - بی‌آبرو - بی‌آبرو: نسخه بازی سال - فال‌آوت ۳ - فال‌آوت ۳: نسخه بازی سال - فال‌آوت نیو وگاس: نسخه نهایی - فار کرای ۳ - فار کرای ۴ - قهرمان شب نبرد - شب نبرد راند ۳ - شب نبرد راند ۴ - فاینال فانتزی ۱۳ - خدای جنگ کالکشن - خدای جنگ ۳ - گرن توریسمو ۵ سرآغاز - اتومبیل‌دزدی بزرگ ۴ - اتومبیل‌دزدی بزرگ: قسمت‌هایی از لیبرتی‌سیتی دو بازی کامل - اتومبیل‌دزدی بزرگ: قسمت‌هایی از لیبرتی‌سیتی نسخه کامل - اتومبیل‌دزدی بزرگ ۵ - اتومبیل‌دزدی بزرگ: سن آندریاس | - شمشیر آسمانی - هوی رین - هوی رین: برش کارگردان - هیتمن: آمرزش - بدنام - بی‌عدالتی: خدایان میان ما نسخه نهایی - قتلگاه ۲ - قتلگاه ۳ - کینگدم هارتس اچ‌دی ۱٫۵ ریمیکس - کینگدم هارتس اچ‌دی ۲٫۵ ریمیکس - Kingdoms of Amalur: Reckoning - ال.ای. نوآر - لگو بتمن ۲: ابرقهرمانان دی سی - لگو بتمن ۳: ماورای گاتهام - لگو هری پاتر: سال ۱–۴ - لگو ایندیانا جونز: ماجراجویی اصلی - لگو ایندیانا جونز ۲: ماجراجویی ادامه دارد - لگو ارباب حلقه‌ها (بازی ویدئویی) - لگو قهرمانان مارول (بازی ویدئویی) - Lego Star Wars III: The Clone Wars - Lego Star Wars: The Complete Saga - بزرگ‌سیاره کوچک: نسخه بازی سال - مافیا ۲ - MAG - مکس پین ۳ - مدال افتخار - مدال افتخار: جنگجو - متال گیر سالید ۴: سلاح‌های میهن‌پرستان - باشگاه نیمه‌شب: لس آنجلس نسخه کامل - مورتال کامبت: نسخه کامل - مورتال کامبت در برابر دنیای دی‌سی - موتوراستورم - موتوراستورم: آخرالزمان - Naruto Shippuden: Ultimate Ninja Storm 3 - جنون سرعت: کربن - جنون سرعت: تعقیب شدید - جنون سرعت: تحت تعقیب - جنون سرعت: پرواستریت - جنون سرعت رقبا - جنون سرعت: تغییر - جنون سرعت: فرار - جنون سرعت: مخفی - نینجا گایدن: سیگما - Ni No Kuni: Wrath of the White Witch - پورتال ۲ - شاهزاده ایران - فوتبال تکاملی حرفه‌ای ۲۰۱۳ | - خشم - آینده رچت و کلنک: یک ترک در زمان - آینده رچت و کلنک: ابزار تخریب - رد دد ریدمپشن - رد دد ریدمپشن: نسخه بازی سال - رزیدنت ایول ۵ - رزیدنت اویل ۵: نسخه طلایی - رزیدنت ایول ۶ - رزیدنت ایول: مأموریت شهر راکون - رزیستنس: فال آو من - رزیستنس ۲ - نبرد سینت‌ها ۲ - نبرد سینت‌ها: سوم - نبرد سینت‌ها ۴ - تغییر ۲: لگام‌گسیخته - اسکیت ۳ - تک‌تیرانداز: جنگجوی ارواح - SOCOM U.S. Navy SEALs: Confrontation - SOCOM 4 U.S. Navy SEALs - سونیک جنریشنز - Sonic's Ultimate Genesis Collection - سول‌کالیبر ۴ - سول‌کالیبر ۵ - ساوت پارک: چوب حقیقت - جنگ ستارگان: نیروی رها یافته - جنگ ستارگان: نیروی رها یافته ۲ - مبارز خیابانی ۴ - Super Street Fighter IV - استریت فایتر در مقابل تکن - تکن ۶ - الدر اسکورولز ۴: آبلیویئن: نسخه بازی سال - الدر اسکورولز ۵: اسکایریم - الدر اسکورولز ۵: اسکایریم: نسخه افسانه‌ای - سیمز ۳ - مهاجم مقبره - تام کلنسی گوست ریکان سرباز آینده - تام کلنسی اسپلینتر سل: فهرست‌سیاه - تام کلنسی رینبو سیکس: وگاس - تام کلنسی رینبو سیکس: وگاس ۲ - UFC 2009 Undisputed - UFC Undisputed 3 - آنچارتد: اقبال دریک - آنچارتد ۲: درمیان دزدان - Virtua Fighter 5 - Warhawk - سگ‌های نگهبان - اسمکدان ضد راو ۲۰۰۹ - اسمکدان ضد راو ۲۰۱۰ - دبلیودبلیوئی ۱۲ - رزیستنس بسته دوگانه - آنچارتد بسته دوگانه |

### پلی‌استیشن ۴

#### عناوین پلی‌استیشن برای آمریکای شمالی، اروپا، اقیانوسیه و آسیا
| - اساسینز کرید ۴: پرچم سیاه (فقط اروپا و آسیا) - اساسینز کرید: سندیکا نسخه ویژه (فقط آسیا) - اساسینز کرید: ازیو کالکشن (فقط آسیا) - اساسینز کرید: وحدت (فقط آسیا) - بتمن: شوالیه آرکهام - بتلفیلد ۱ - بتلفیلد ۴ - بتلفیلد هاردلاین - بلادبورن - کراش باندیکوت سه‌گانه دیوانه‌وار - کراش باندیکوت ۴: دیگه وقتشه - کراش تیم ریسینگ نیترو-سوخت - گروه - دث استرندینگ - سرنوشت - کالکشن (فقط آسیا) - شیطان هم می‌گرید ۴ نسخه ویژه (فقط آسیا) - دیسگا ۵ (فقط آسیا) - دوم - عصر اژدها: تفتیش عقاید - Dragon Ball Xenoverse - Dragon Ball Xenoverse 2 (فقط اروپا) - Dragon Quest Builders (فقط آسیا) - Dragon Quest Heroes II (فقط آسیا) - Dragon Quest Heroes: The World Tree's Woe and the Blight Below - دریمز (بازی ویدئویی) - باشگاه رانندگی - دایینگ لایت: پیگیری - نسخه پیشرفته - خاندان قهرمانان ۸: افسانه‌های اکستریم نسخه کامل - خاندان قهرمانان ۹ - ای‌ای اسپورتس یواف‌سی ۲ - ای‌ای اسپورتس یواف‌سی ۳ - Earth Defense Force 4.1: The Shadow of New Despair - Everybody's Golf (فقط آسیا) - شیطان درون (فقط آسیا) - اف۱ ۲۰۱۵ (فقط آسیا) - فار کرای ۴ - فار کرای کهن (فقط آسیا) | - فاینال فانتزی نوع صفر اچ‌دی (فقط آسیا) - فاینال فانتزی ایکس/ایکس-۲ اچ‌دی ریمستر (فقط آسیا) - Fist of the North Star: Lost Paradise - جمعه سیزدهم: بازی - Gallian Chronicles Remaster (فقط آسیا) - خدای جنگ ۳ ریمسترد - خدای جنگ - گرن توریسمو اسپورت - گراویتی راش ۲ (فقط آسیا) - گراویتی راش ریمسترد (فقط آسیا) - هورایزن زیرو داون: نسخه کامل - بدنام: سپیده دم (فقط آسیا) - بدنام: فرزند دوم - بی‌عدالتی: خدایان میان ما - نسخه نهایی - بی‌عدالتی ۲ - فقط برقص ۲۰۱۴ (فقط آسیا) - فقط برقص ۲۰۱۵ (فقط آسیا) - فقط برقص ۲۰۱۶ (ففط آسیا) - فقط برقص ۲۰۱۷ (فقط آسیا) - قتلگاه: شدو فال - نک (فقط آسیا) - نک ۲ (فقط آسیا) - آخرین نگهبان (فقط آسیا) - آخرین بازمانده از ما بازسازی‌شده - لگو جهان ژوراسیک - لگو قهرمانان مارول (بازی ویدئویی) - دنیای لگو - بزرگ سیاره کوچک ۳ - مکس دیوانه (فقط اروپا) - متال گیر سالید ۵: دیفنتیو اکسپرینس - سرزمین میانه: سایه موردور - نسخه بازی سال - مانستر هانتر: ورلد - مورتال کامبت اکس - Naruto Shippuden: Ultimate Ninja Storm 4 (فقط اروپا) - جنون سرعت - جنون سرعت بازپرداخت | - جنون سرعت رقبا - نی‌او - وان پیس: دزدان دریایی جنگجویان ۳ (فقط اروپا) - دی اوردر: ۱۸۸۶ (فقط آسیا) - پرسونا ۵ - گیاهان دربرابر زامبی‌ها: جنگ باغ ۲ - پروژه ماشین‌ها - رچت و کلنک - ریمن لجندز - رزیدنت ایول ۶ - رزیدنت ایول ۷: بایوهزرد - Sengoku Basara 4: Sumeragi (فقط آسیا) - سگ‌های خوابیده نسخه قطعی (فقط آسیا) - Spyro Reignited Trilogy - جنگ ستارگان جبهه نبرد - جنگ ستارگان: جبهه نبرد ۲ - مبارز خیابانی ۵ - قصه‌های برسریا - Tearaway Unfolded (فقط آسیا) - تراریا - تام کلنسی رینبو سیکس سیج (فقط آسیا) - تام کلنسی دیویژن - مهاجم مقبره: نسخه قطعی (فقط آسیا) - آنچارتد: مجموعه نیتن دریک - آنچارتد ۴: عاقبت یک دزد - آنچارتد: میراث گمشده - آنتیل داون - سگ‌های نگهبان (فقط اروپا و آسیا) - سگ‌های نگهبان نسخه کامل (فقط اروپا و آسیا) - فوتبال جهانی یازده قهرمان ۲۰۱۵ (فقط آسیا) - فوتبال جهانی: یازده قهرمان ۲۰۱۷ (فقط آسیا) - یاکوزا ۰ - یاکوزا کیوامی - یاکوزا کیوامی ۲ - یاکوزا ۶: آهنگ زندگی |

#### عناوین پلی‌استیشن برای منطقه پال
| - اساسینز کرید ۴: پرچم سیاه - بتمن: شوالیه آرکهام - بلادبورن - بی‌آبرو ۲ - دوم - Dragon Ball Xenoverse - Dragon Ball Xenoverse 2 - باشگاه رانندگی - خاندان قهرمانان ۸: افسانه‌های اکستریم نسخه کامل - خاندان قهرمانان ۹ - Earth Defense Force 4.1: The Shadow of New Despair - فال‌آوت ۴ - Fist of the North Star: Lost Paradise - خدای جنگ - خدای جنگ ۳ بازسازی‌شده - گرن توریسمو اسپورت - هورایزن زیرو داون - هورایزن زیرو داون: نسخه کامل - بدنام: فرزند دوم - بی‌عدالتی ۲ - قتلگاه: شدو فال - لگو بتمن ۳: ماورای گاتهام - بزرگ سیاره کوچک ۳ - مکس دیوانه - متال گیر سالید ۵: دیفنتیو اکسپرینس - سرزمین میانه: سایه موردور - مانستر هانتر: ورلد - مورتال کامبت اکس - Naruto Shippuden: Ultimate Ninja Storm 4 - جنون سرعت - جنون سرعت بازپرداخت - جنون سرعت رقبا - نی‌او - وان پیس: دزدان دریایی جنگجویان ۳ - گیاهان دربرابر زامبی‌ها: جنگ باغ ۲ - پروژه ماشین‌ها - رچت و کلنک - ریمن لجندز - رزیدنت اویل ۶ - رزیدنت ایول ۷: بایوهزرد - مبارزه خیابانی ۵ - قصه‌های برسریا - تراریا - شیطان درون - آخرین بازمانده از ما بازسازی‌شده - یواف‌سی ۲ - آنچارتد ۴: عاقبت یک دزد - آنچارتد: میراث گمشده - آنچارتد: مجموعه نیتن دریک - آنتیل داون - سگ‌های نگهبان - ولفنشتاین: نظام نوین - یاکوزا ۰ - یاکوزا کیوامی ۲ - یاکوزا ۶: آهنگ زندگی |